# شوستکا
شوستکا (اوکراینی: Шостка) شهری در استان سومی در کشور اوکراین است. جمعیت این شهر۷۳,۱۹۷ (۲۰۲۱ تخمینی) نفر است. رود دسنا (به روسی: Десна) که از نزدیکی شهر عبور می‌کند، از جاذبه‌ها طبیعی این منطقه می‌باشد. جنگل‌های انبوه بلوط زیبایی خیره کننده ای به این رود پر عظمت داده‌است. در فصل گرما سواحل طولانی دسنا میزبان گردشگران زیادی است که برای استفاده از طبیعت و قایق‌سواری و ماهیگیری به آنجا هجوم می‌برند.

## نگارخانه

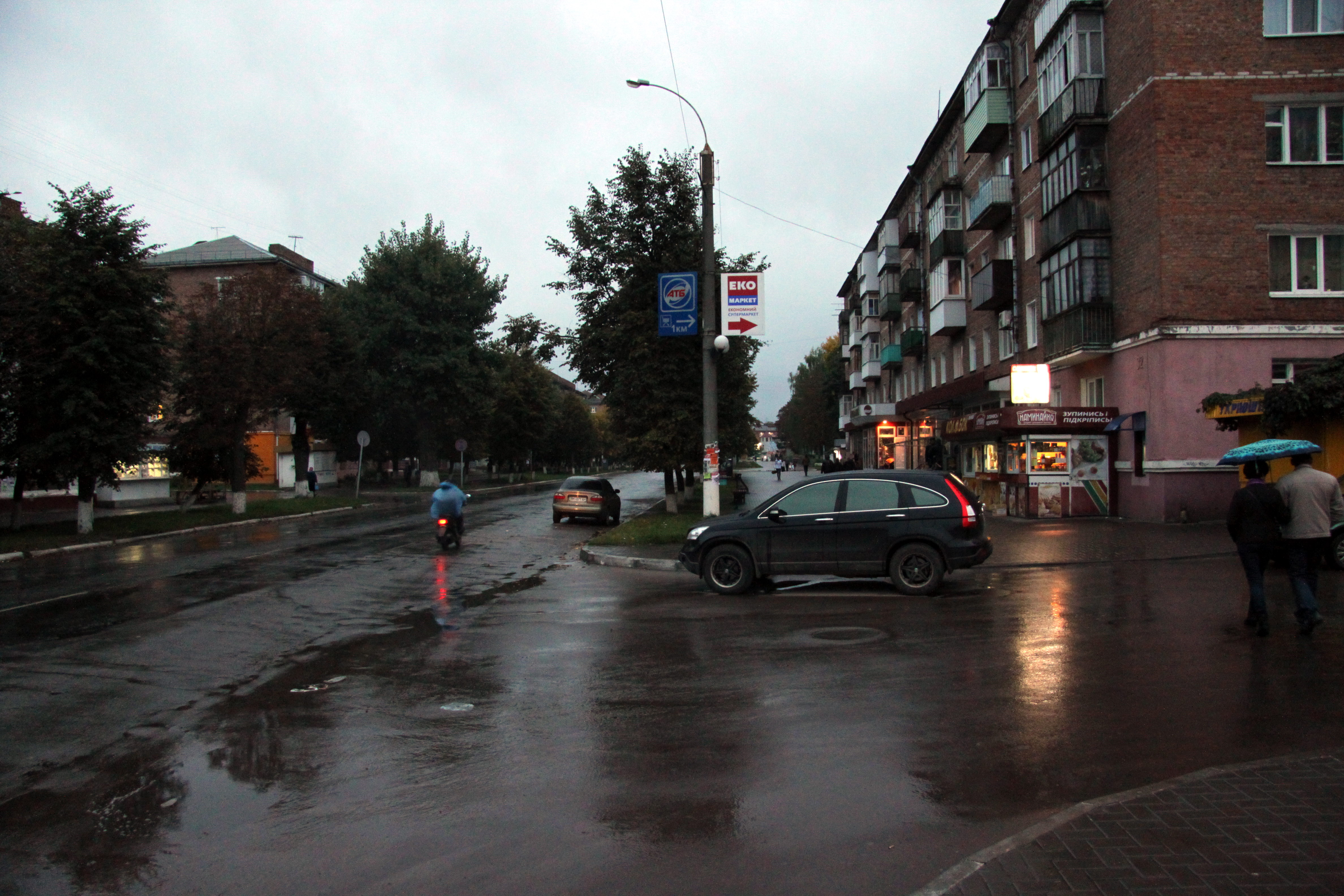
Downtown of Shostka
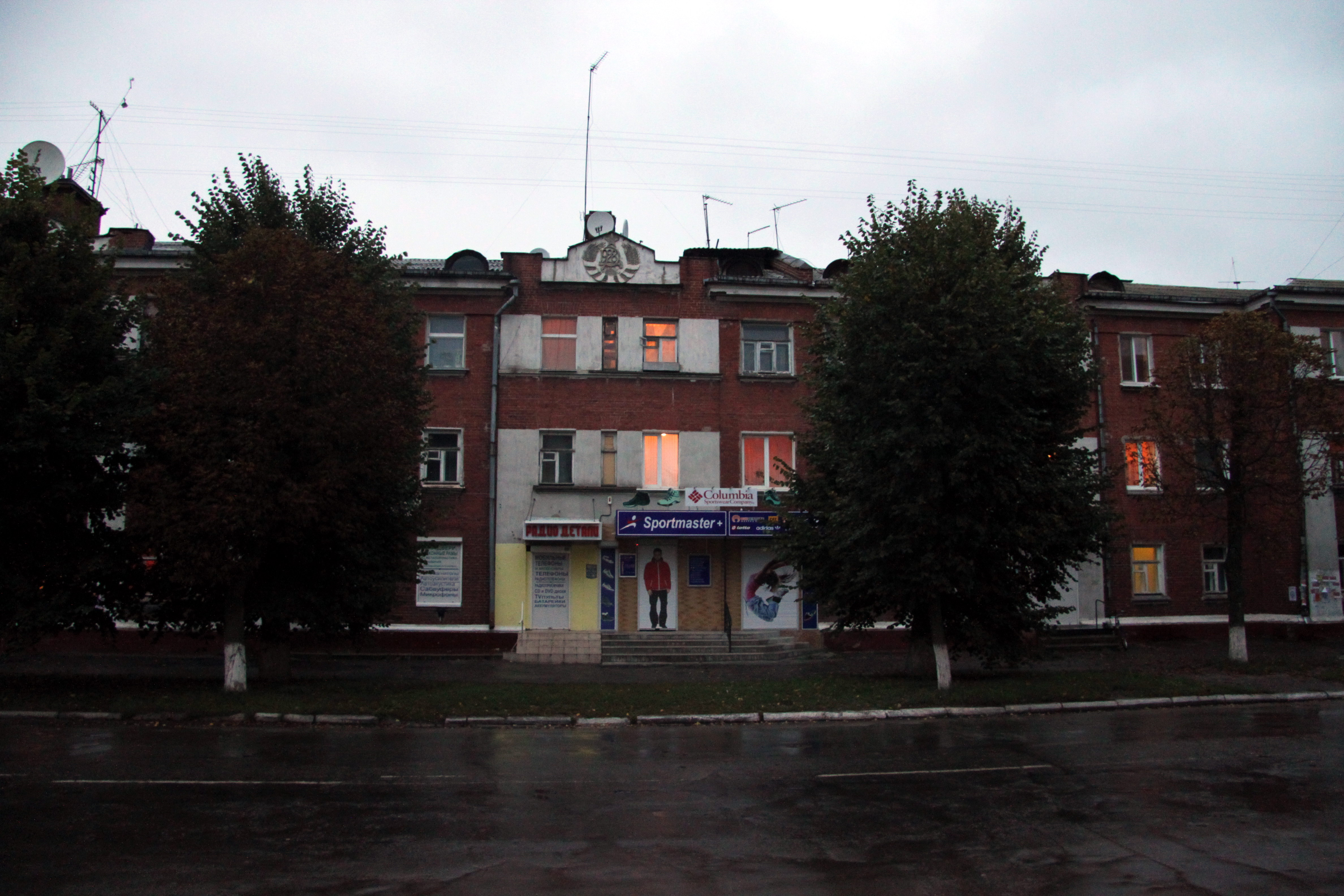
Karl Marx Street, Shostka
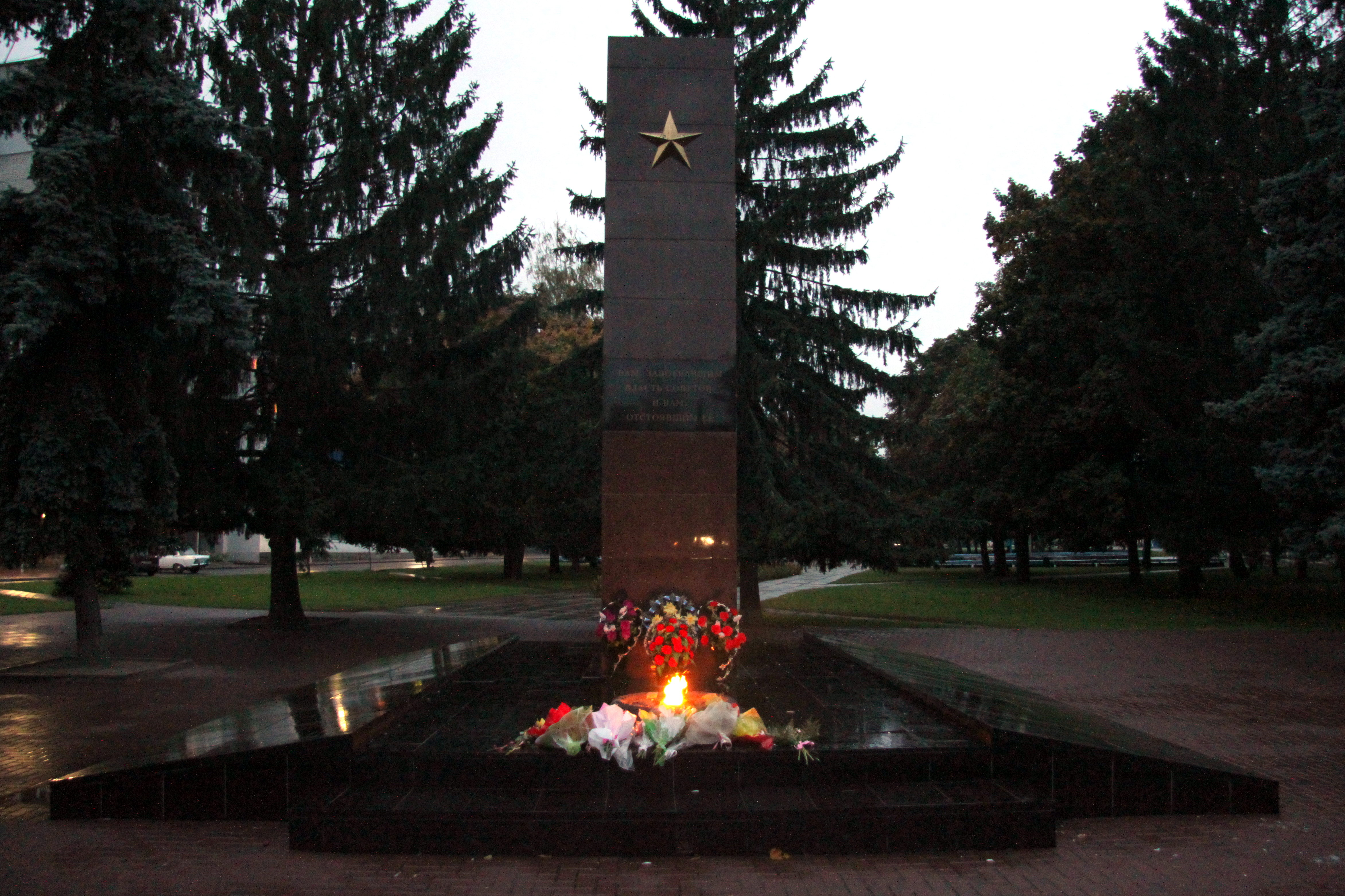
Soviet memorial
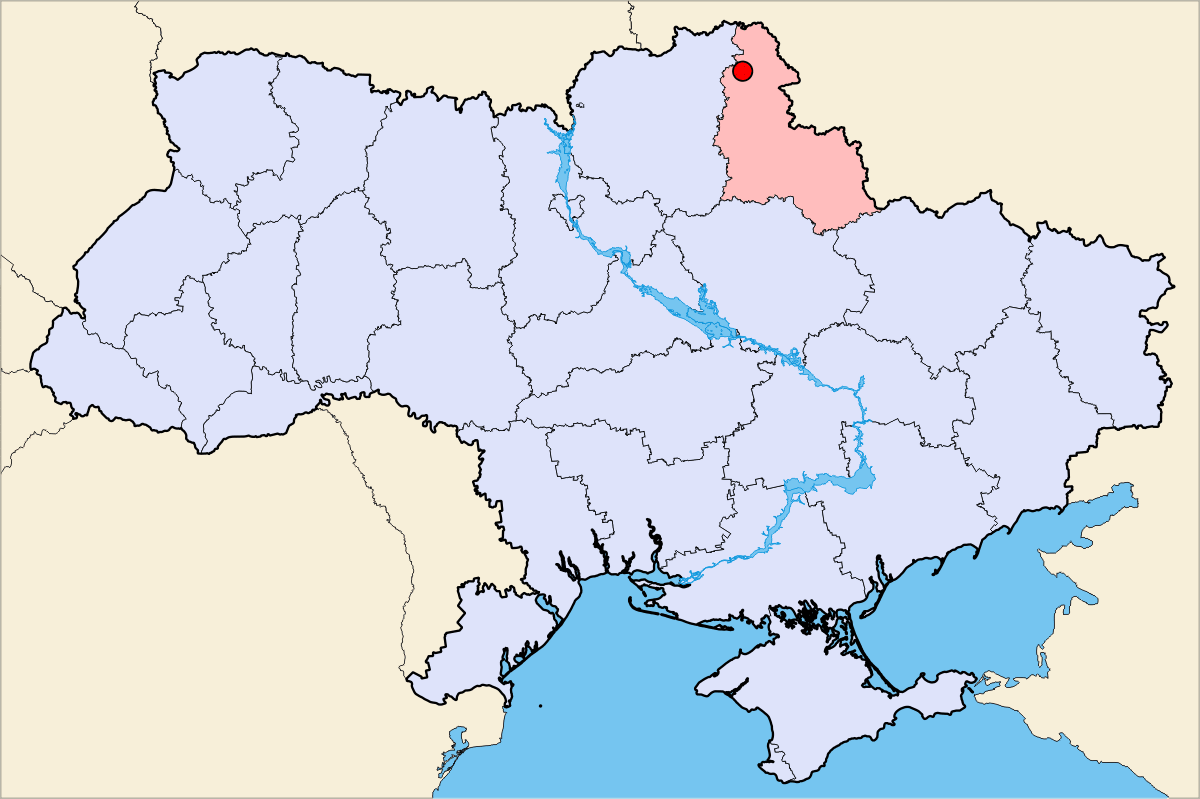